# Bétête
 Bétête  es una localidad y comuna de Francia, en la región de Lemosín, departamento de Creuse, en el distrito de Guéret y cantón de Châtelus-Malvaleix.
Su población en el censo de 1999 era de 427 habitantes.
Está integrada en la Communauté de communes de la Petite Creuse.

## Demografía
| 666 | 668 | 651 | 638 | 525 | 427 |
| Para los censos de 1962 a 1999 la población legal corresponde a la población sin duplicidades (Fuente: INSEE [Consultar]) |     |     |     |     |     |